# Guillaume Descamps
Pour les articles homonymes, voir Descamps.
Guillaume Descamps, né Guillaume-Désiré-Joseph Descamps à Lille le 15 juillet 1779 et mort à Paris le 25 décembre 1858, est un peintre et graveur français.

## Biographie
Élève de François-André Vincent, Guillaume Descamps obtient le second prix de Rome en peinture de 1802 avec Éponine et Sabinus devant Vespasien. Il voyage en Italie où il étudie l'antique et devient le peintre de cour du Prince Murat à Naples.
L'auteur de l'article sur la vente de son atelier dans la Gazette des Beaux-Arts de 1859 fait le portrait d'« un homme détestable, mais doublé d'un homme de grand goût ». C'était en effet un collectionneur avisé. Il obtient plusieurs Médailles d'Or au Salon.
L'œuvre de Guillaume Descamps est composée de peintures, de gravures et de lithographies traitant de sujets variés, qu'il s'agisse d'histoire, de thèmes religieux, de portraits ou de paysages.

## Collections publiques
- Palais des beaux-arts de Lille : L'héroïsme des femmes Spartiates encorageant leur fils et leurs maris à défendre leur ville contre Pyrrhus
- Église Saint-André de Lille : Le martyre de Saint André
- Église Saint-Eustache de Paris : La conversion de Saint Augustin
- Rome, basilique San Martino ai Monti : L'apothéose du Cardinal Tomassini

## Salons

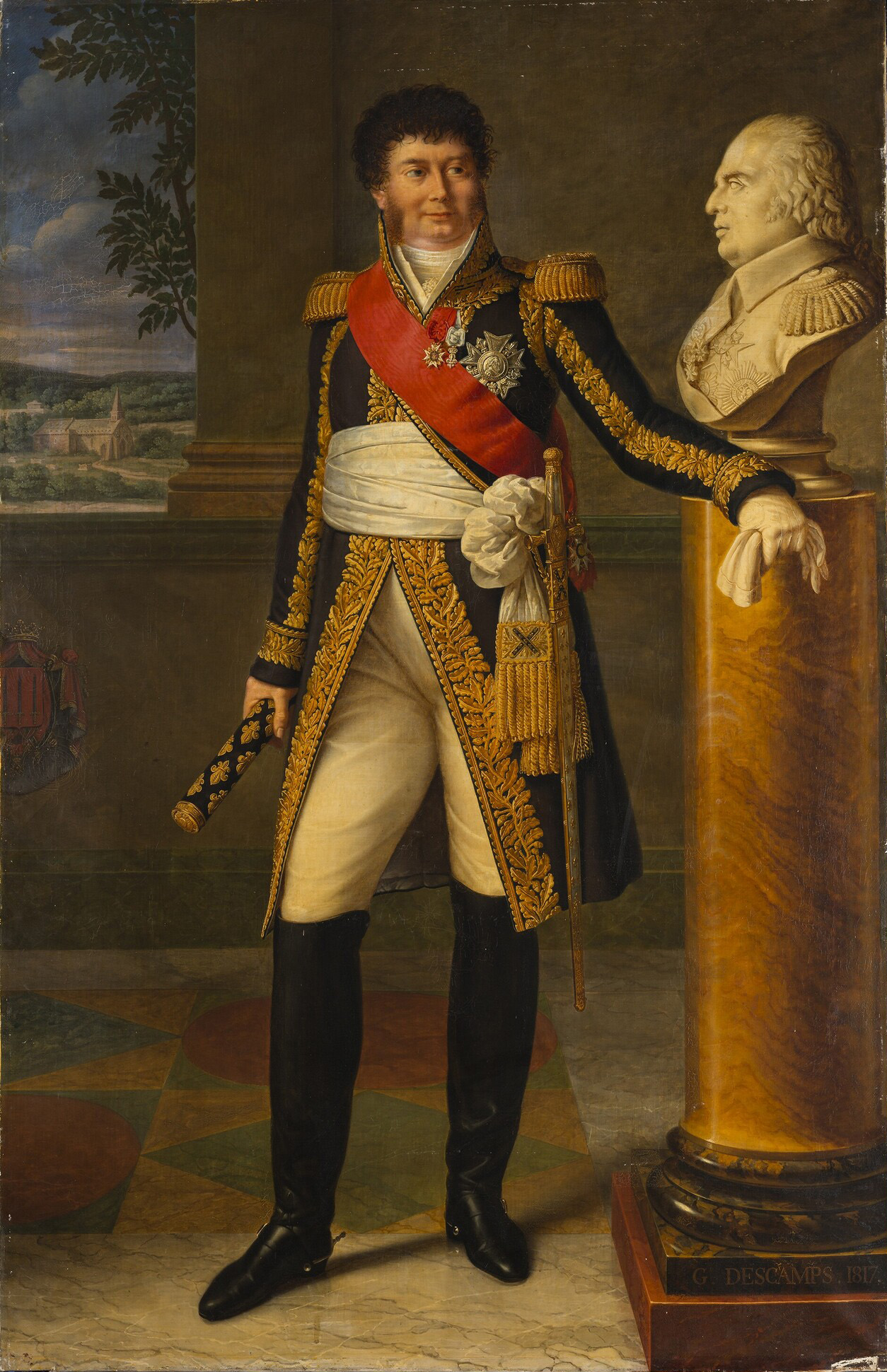
Henri Jacques Guillaume Clarke, comte d'Hunebourg, duc de Feltre, maréchal de France (1765-1818) (1817), musée national des châteaux de Versailles et de Trianon.

- 1808 : L'héroïsme des femmes Spartiates encourageant leur fils et leurs maris à défendre leur ville contre Pyrrhus, huile sur toile, achat de la ville de Lille pour l'hôtel de Ville de Lille, conservé au Palais des beaux-arts de Lille
- 1814 :
  - Prométhée sur le mont Caucase
  - Portrait de M. L**, près du tombeau de Virgile
- 1817 : 
  - Saint-André apôtre , huile sur toile, esquisse
  - Portrait en pied de son Excellence  le maréchal duc de Feltre, ministre de la guerre
- 1819 : Conversion de Saint-Augustin, commande du comte de Chabrol, préfet de la Seine, Hélène ramenée près de Pâris par Vénus
- 1824 :
  - Portrait du général S**
  - Les Enfants du Dr R**
  - Vénus suivie des Grâces, se fait connaître à Hélène, en la ramenant à Pâris

## Élèves
- Faustin Besson (1821-1882)